# أنهيدريد الفورميك
أنهيدريد الفورميك هو مركب عضوي صيغته الكيميائية C2H2O3، وهو أنهيدريد حمض (بلا ماء) الفورميك.

## التحضير
يحضر أنهيدريد الفورميك من تفاعل فلوريد الفورميل مع فورمات الصوديوم في وسط من الإيثر عند −78 °س. كما يمكن أن تتم عملية التحضير من مفاعلة حمض الفورميك مع ثنائي حلقي هكسيل ثنائي إيميد الميثان (N,N'-Dicyclohexylcarbodiimide) DCC في وسط من الإيثر عند −10 °س.

## الخواص
يوجد المركب في الشروط القياسية على شكل غاز عديم اللون، ويمكن الحصول على الشكل السائل منه عند ضغوط منخفضة وعند درجات حرارة منخفضة، إذ أنه يتفكك عند درجات حرارة أعلى من درجة حرارة الغرفة؛ حيث يتفكك إلى حمض الفورميك وأحادي أكسيد الكربون.

## اقرأ أيضاً
- فورمالدهيد